# 에런 스톤
《에런 스톤》(영어: Aaron Stone) 혹은 《슈퍼히어로 애런 스톤》은 2009년 2월 13일부터 2010년 7월 30일까지 디즈니 XD에서 방영된 미국과 캐나다의 SF 액션 모험 텔레비전 시리즈이다.

## 개요
강력한 범죄 조직에 맞서 싸우는 내용의 가상의 온라인 게임 "히어로 라이징"에서 "에런 스톤"이란 아바타를 쓰는 찰리 랜더스는 게임 내 최고 실력자이다. 찰리는 히어로 라이징이 단순한 게임이 아니라 실제 현실 상황을 반영해 비밀 요원을 선발하려는 의도에서 만들어졌다는 걸 알게 된다. 진짜 에런 스톤이 된 찰리는 주변에 정체를 숨긴 채 세계 정복을 꿈꾸는 사악한 집단 오메가 디파이언스와 싸워나간다.

## 출연진
메인
- 켈리 블래츠 - 찰리 랜더스 / 에런 스톤 역
- 타니아 구나디 - 에마 라우 / 다크 터마라 역
- 데이비드 램버트 - 제이슨 랜더스 / 터미너스 매그 역
- J. P. 머누 - 스탠 역

리커링
- 마틴 로치 - T. 애브너 홀 역
- 제시 래스
- 롭 램지
- 이탈리아 리치
- 대니얼 더샌토
- 메건 래스
- 메건 헤펀